# Ґорґадзеебі (Кобулеті)
Ґорґадзеебі (груз. გორგაძეები) — село в Грузії.
За даними перепису населення 2014 року в селі проживає 1298 осіб.